# Список музеїв Нижньої Австрії
Цей список музеїв у землі Нижня Австрія, Австрія, містить музеї, визначені для цього контексту як установи (включно з некомерційними організаціями, державними установами та приватними підприємствами), які збирають і піклуються про об'єкти культурного, мистецького, наукового чи історичного значення, і зробити свої колекції або пов'язані з ними експонати доступними для загального огляду. Також включено некомерційні художні галереї та університетські художні галереї.
| Назва                                                     | Фото | Розташування                | Тип                             | Короткий опис |
| --------------------------------------------------------- | ---- | --------------------------- | ------------------------------- | --- |
| Музей Арнульфа Райнера                                    |      | Баден                       | Мистецтво                       | Сайт, роботи сучасного художника Арнульфа Райнера |
| Австрійський музей мотоциклів                             |      | Зігмундшерберг              | Транспорт                       | Сайт, мотоцикли |
| Музей гірничої справи BAXA                                |      | Маннерсдорф-ам-Лайтагебірге | Гірничий                        | Інформація, відновлена вапнянка та колишній кар'єр |
| Ґуґґінґ                                                   |      | Баден                       | Мистецтво                       | |
| Замок Артштеттен                                          |      | Артштеттен-Пьобрінг         | Біографія                       | Життя та часи ерцгерцога Австрійського Франца Фердинанда |
| Музей велосипедів Реца                                    |      | Рец                         | Транспорт                       | Сайт, велосипеди |
| Замок Кройцштайн                                          |      | Леобендорф                  | Історичний будинок              | Відреставрований середньовічний замок |
| Замок Раппоттенштайн                                      |      | Раппотенштейн               | Історичний будинок              | Екскурсії по середньовічній фортеці-замку |
| Замок Зеебенштайн                                         |      | Зеебенштейн                 | Історичний будинок              | Екскурсії по середньовічній фортеці-замку |
| Бургруїн Аггштайн                                         |      | Шенбюель-Аггсбах            | Історичний будинок              | Екскурсії руїнами середньовічного замку |
| Міський музей Вінертор                                    |      | Гайнбург-ан-дер-Донау       | Місцевий                        | Сайт, краєзнавство, праісторія, природознавство |
| Міський музей Трайскірхен                                 |      | Трайскірхен                 | Місцевий                        | Сайт, краєзнавство, історія домашнього побуту, культури |
| Дас Хейцхаус                                              |      | Штрассхоф на Нордбані       | Залізниця                       | Сайт |
| Районний фольклорний музей Лілієнфельд                    |      | Лілієнфельд                 | Місцевий                        | Сайт |
| Дорфмузей Кріцендорф                                      |      | Клостернойбург              | Місцевий                        | Сайт, історія села, сільське господарство і життя |
| Галерея Едмунда Адлера                                    |      | Маннерсдорф-ам-Лайтагебірге | Мистецтво                       | Сайт, муніципальна картинна галерея, роботи місцевого художника Едмунда Адлера                                                                                         |
| Музей Егона Шиле                                          |      | Тульн-ан-дер-Донау          | Мистецтво                       | Роботи художника Еґона Шиле, експонати сучасного мистецтва |
| Айзенбанмузеум Швехат                                     |      | Швехат                      | Залізниця                       | Сайт |
| Музей Ессля                                               |      | Клостернойбург              | Мистецтво                       | Сайт, сучасне мистецтво |
| Музей польової та промислової залізниці                   |      | Гогенберг                   | Залізниця                       | Сайт |
| Музей пожежі Перхтольдсдорф                               |      | Перхтольдсдорф              | Вогнеборство                    | Сайт, пожежне обладнання, шоломи, шланги |
| Перший австрійський музей повсякденної історії            |      | Пьолла                      | Історія                         | Інформація, сільське життя та розвиток соціуму Нижньої Австрії |
| Музей Фішаменда                                           |      | Фішаменд                    | Місцевий                        | Сайт, краєзнавство, праісторія, промисловість, культура |
| Музей лісництва                                           |      | Гутенштайн                  | Історія                         | Сайт, деревообробка, теслярство, інструменти, викорис |
| Галерея сучасного мистецтва Нижньої Австрії Кремс         |      | Кремс-ан-дер-Донау          | Мистецтво                       | Сайт |
| Галерея сучасного мистецтва Нижньої Австрії Санкт-Пельтен |      | Санкт-Пельтен               | Мистецтво                       | Сайт |
| Міська галерея парку                                      |      | Кремс                       | Мистецтво                       | Сайт |
| Гральний Чартерхаус                                       |      | Гамінг                      | Релігійний                      | Музей історії та середньовічного життя колишнього монастиря |
| Абатство Геттвейг                                         |      | Гетвейг                     | Релігійний                      | Включає екскурсії монастирським комплексом у стилі бароко та імперським музеєм                                                                                         |
| Гоццобург                                                 |      | Кремс                       | Мистецтво                       | Сайт, екскурсії середньовічним залом з фресками |
| Бакалійний музей                                          |      | Геррнбаумгартен             | Історія                         | Сайт, універсальний магазин кінця 19 століття |
| Місце народження Гайдна в Рорау                           |      | Рорау                       | Біографія                       | Місце народження композитора Йозефа Гайдна кінця XVIII століття |
| Музей Хебарта                                             |      | Горн                        | Різний                          | Сайт, краєзнавство, зброя, годинники |
| Міський музей Угорська вежа                               |      | Брук-ан-дер-Лайта           | Місцевий                        | Сайт |
| Карікатурмузей Кремс                                      |      | Кремс                       | Мистецтво                       | Сайт, карикатури, шарж, комічне та сатиричне мистецтво |
| Музей кухні                                               |      | Геррнбаумгартен             | Історія                         | Сайт, старовинні кухонні вітрини, посуд і предмети сервірування |
| Монастир Клостернойбург                                   |      | Клостернойбург              | Мистецтво                       | Екскурсії монастирем та музеєм духовного мистецтва |
| Міський музей Клостернойбурга                             |      | Клостернойбург              | Місцевий                        | Сайт, краєзнавство |
| Музей Крагулець                                           |      | Еггенбург                   | Різний                          | Сайт, мінерали та скам'янілості, археологічні та етнографічні артефакти                                                                                                |
| Кунстхалле Кремс                                          |      | Кремс                       | Мистецтво                       | Сайт, експонати мистецтва, фотографії тощо |
| Земельна галерея Нижньої Австрії                          |      | Кремс                       | Мистецтво                       | Сайт, експонати мистецтва |
| Малий музей поїзда                                        |      | Альтенмаркт-на-Трієсті      | Залізниця                       | Моделі залізниць, працює за попереднім записом |
| Лоїзіум                                                   |      | Лангенлойс                  | Вино                            | Сайт, район виноробства |
| Музей Нижньої Австрії                                     |      | Санкт-Пельтен               | Різний                          | Краєзнавство, мистецтво, природознавство |
| Міський музей Маннерсдорфа                                |      | Маннерсдорф-ам-Лайтагебірге | Місцевий                        | Сайт, краєзнавство, археологія, геологія |
| Шкільний музей Міхельштеттен                              |      | Міхельштеттен               | Освіта                          | Сайт, Школа періоду 19 століття |
| Музей спадщини Моравської Сілезії                         |      | Клостернойбург              | Етнічний                        | Сайт, декоративне мистецтво і культура судетських німців |
| Карнунт                                                   |      | Бад Дойч-Альтенбург         | На відкритому повітрі           | Експонує важливі археологічні знахідки з античного міста Карнунтум |
| Музей Кірлінга                                            |      | Клостернойбург              | Місцевий                        | Сайт, краєзнавство, колекція силуетів, предметів кухні та кулінарних книг, гужового транспорту та сільськогосподарського знаряддя                                      |
| Музей Кремс                                               |      | Кремс                       | Різний                          | Сайт, історія міста, культура, мистецька колекція |
| Музей льотної авіації                                     |      | Вінер-Нойштадт              | Авіація                         | Сайт, австрійська історія авіації |
| Музей історичних пивних кухлів                            |      | Хайнфельд                   | Декоративно-прикладне мистецтво | Сайт, колекція пивних кухлів |
| Музей Рец                                                 |      | Рец                         | Місцевий                        | Сайт, краєзнавство, музичні інструменти |
| Музеумдорф Нідерзульц                                     |      | Зульц-ім-Вайнфіртель        | Просто неба                     | Містить понад 80 історичних будівель, включаючи Анабаптистський музей                                                                                                  |
| Музейний центр Містельбаха                                |      | Містельбах-ан-дер-Цайя      | Різний                          | Сайт, включає в себе музей Германа Нітша, мистецтво, вино |
| Нонсеум                                                   |      | Геррнбаумгартен             |                                 | Сайт |
| Музей просто неба Петронель                               |      | Петронель-Карнунтум         | Просто неба                     | Сайт, реконструкції давньоримських будинків з Карнунтуму |
| Залізничний музей Зігмундсберг                            |      | Зігмундшерберг              | Залізниця                       | Сайт |
| Ректурм                                                   |      | Вінер-Нойштадт              | військовий                      | Інформація, приватна колекція зброї |
| Замок Рорау                                               |      | Рорау                       | Мистецтво                       | Історичний замок із чудовою колекцією живопису |
| Музей Роллетта                                            |      | Баден                       | множинний                       | Сайт, наука, природознавство, археологія |
| Розенбург                                                 |      | Розенбург-Молд              | Історичний будинок              | |
| Замок Шаллабурґ                                           |      | Шаллабурґ                   | Історичний будинок              | |
| Замок Екарцау                                             |      | Екарцау                     | Історичний будинок              | Сайт, замок періоду бароко |
| Замок Гоф                                                 |      |                             | Історичний будинок              | Імператорський палац і сади |
| Замок Вайтра                                              |      | Вейтра                      | Різний                          | Сайт, включає експонати про історію замку, мистецтво, регіональну економічну історію, музей пивоваріння, політичну історію області з 1945 року до кінця холодної війни |
| Лаксенбурзькі замки                                       |      | Лаксенбург                  | Історичний будинок              | Включає Франценсбург, кілька імператорських палаців і садів |
| Будинок Шенберга в Медлінгу                               |      | Медлінг                     | Біографія                       | Будинок композитора Арнольда Шенберга |
| Музей Швехат                                              |      | Швехат                      | Місцевий                        | Сайт, краєзнавство, культура |
| Зеєгротте                                                 |      | Гінтербрюль                 | Гірничий                        | Колишня гіпсова шахта та система печер із великим підземним озером |
| Музей-вежа в соборі                                       |      | Вінер-Нойштадт              |                                 | Інформація |
| Вино Версум Пойсдорф                                      |      | Пойсдорф                    | Вино                            | Сайт, виставка про історію вина |
| Художній музей Вальдфіртель                               |      | Шремс                       | Мистецтво                       | Сайт, експонати живопису, скульптури, архітектури та дизайну художників з Австрії та зарубіжжя, парк скульптур                                                         |
| Міський музей Вінер-Нойштадт                              |      | Вінер-Нойштадт              | Різний                          | Сайт, історія, культура, наука |
| Музей лікарні Вінер-Нойштадт                              |      | Вінер-Нойштадт              | Медичний                        | Інформація |
| Музей промислового району Вінер-Нойштадт                  |      | Вінер-Нойштадт              | Історія                         | Сайт, зображення повсякденної праці з використанням інструментів, машин і фотографій                                                                                   |
| Музей мінералів Вінер-Нойштадт                            |      | Вінер-Нойштадт              | Геологія                        | Інформація |
| Вінервальдмузей                                           |      | Айхграбен                   | Різний                          | Сайт, мінерали та скам'янілості, археологічні та етнографічні артефакти, ремісничі знаряддя праці, сільськогосподарське обладнання, художня галерея                    |
| Вітряний млин Реца                                        |      | Рец                         | Млин                            | Сайт, діючий вітряк і ресторан |
| Лижний музей Здарського                                   |      | Лілієнфельд                 | Спорт                           | Сайт, історія гірськолижного спорту та діяльність піонера гірськолижного спорту Матіаса Здарського                                                                     |